# Nitria
Nitria – starożytne centrum monastyczne w północnym Egipcie, na zachód od Delty Nilu.

## Historia
Nitria była pierwszym z trzech głównych ośrodków monastycznych na Pustyni Nitryjskiej, pozostałe dwa to Kellia i Sketis. Została założona w 330 roku przez Ammoniusza, ucznia św. Antoniego Wielkiego, i do końca IV wieku przyciągnęła tysiące mnichów. Do roku 390 przekształciła się z luźnej społeczności anachoretów w zorganizowaną wspólnotę z bankierami, kupcami i zorganizowanym życiem eklezjalnym. Do Nitrii ściągali także liczni pielgrzymi z Aleksandrii. Wielu mnichów zaradzało ich potrzebom. Część mnichów, szukając miejsc odosobnienia, osiedlała się z dala od pątników i kupców. Tak powstał w 338 roku ośrodek monastyczny w Kellia, odległej o dwanaście mil od Nitrii. Populacja mnisza zaczęła kurczyć się w V i VI wieku. Miejsce zostało opuszczone gdzieś w połowie VII wieku.
W Nitrii w latach 383–385 przebywał Ewagriusz z Pontu. Innymi znanymi postaciami chrześcijańskiego antyku, związanymi z Nitrią są: św. Jan Kasjan, św. Hieronim, św. Cyryl.